# Hygrochroa narda
Hygrochroa narda är en fjärilsart som beskrevs av William Schaus 1900. Hygrochroa narda ingår i släktet Hygrochroa och familjen silkesspinnare. Inga underarter finns listade i Catalogue of Life.